# Ruellia roberti
Ruellia roberti är en akantusväxtart som först beskrevs av Spencer Le Marchant Moore, och fick sitt nu gällande namn av Wassh.. Ruellia roberti ingår i släktet Ruellia och familjen akantusväxter. Inga underarter finns listade i Catalogue of Life.